# Distretto di Samugari
Il distretto di Samugari è uno dei dieci distretti della provincia di La Mar, in Perù. Si trova nella regione di Ayacucho.

Istituito il 16 luglio 2010, ha per capitale la città di Palmapampa.